# 吳岱章
吳岱章（?—?），字峙有，號魯詹，贵州贵阳人，清朝政治人物、進士出身。

## 生平
咸豐九年（1859年）己未科進士，三甲六十二名，后官戶部主事。